# حنا بطرس
حنا بطرس (1886-1958) هو موسيقار من أهل الموصل.

## ترجمته
ولد الموسيقار حنا بطرس في الموصل وتخرج في المدرسة الإعدادية عام 1914 وبدأ بدراسة الموسيقى على ضابط عثماني لمدة أربع سنوات وفي عام 1918 دخل موسيقى الجيش العثماني ثم رفع إلى رتبة رئيس عرفاء لنبوغه الموسيقى وسرح من الجيش عام 1918وعين معلماً عام 1921عين حنا بطرس مراقباً للكشافة ومدرساً لموسيقاها في مدينة الموصل عام 1924 كلف بتأسيس موسيقى الجيش العراقي في الموصل وبعدها انتقل إلى دار المعلمين الابتدائية مدرساً للموسيقى فعكف على دراسة الموسيقى وأدائها من المراسلات الدولية في لندن حيث اجتاز الامتحان وتخرج بدرجة برفسور.
سنة 1936كلف بتأسيس معهد الموسيقى قبل مجيء الشريف محي الدين ثم عين مدير الإدارته ومعاوناً للعميد فيه، ألف كثيراً من القطع الموسيقية ولحن مجموعة من الأناشيد الوطنية وطبع الجزء الأول من مؤلفه (نظريات في الموسيقى) وله (حياة الموسيقيين العالميين) و (أصول قيادة الأوركسترا) وتأملات في الحياة في خمسة أنغام عراقية ومؤلفات للكمان والبيانو عزفت في إذاعات وحفلات موسيقية عالمية وشغل وظيفة معاون عميد معهد الموسيقى ثم معاوناً لمعهد الفنون الجميلة ببغداد وقام بتدريس الموسيقى الهوائية والخشبية فيه.
توفي ببغداد عام 1958م

## مولفاته
المطبوعة
- «مبادئ الموسيقى النظرية» – بغداد 1931
- «مبادئ النظريات الموسيقية» – بغداد 1945
- «كتاب الأناشيد الوطنية والقومية»، ضمَّ عدداً كبيراً من الأناشيد التي قام بتلحينها وتقديمها فترة الثلاثينات – الخمسينات، من بينها «نشيد موطني».

المخطوطة
- «مجموعة الأناشيد الوطنية» - 1945
- «تاريخ الموسيقى» – بغداد 1952
- «قاموس المفردات الموسيقية» - إنجليزي – فرنسي – عربي، 1956
- «مدوّنات التراتيل الطقسية الكلدانية» – 1956.[4]

## وصلات خارجية
- الموسيقار حنا بطرس - موقع بخديدا